# Christian Fromm

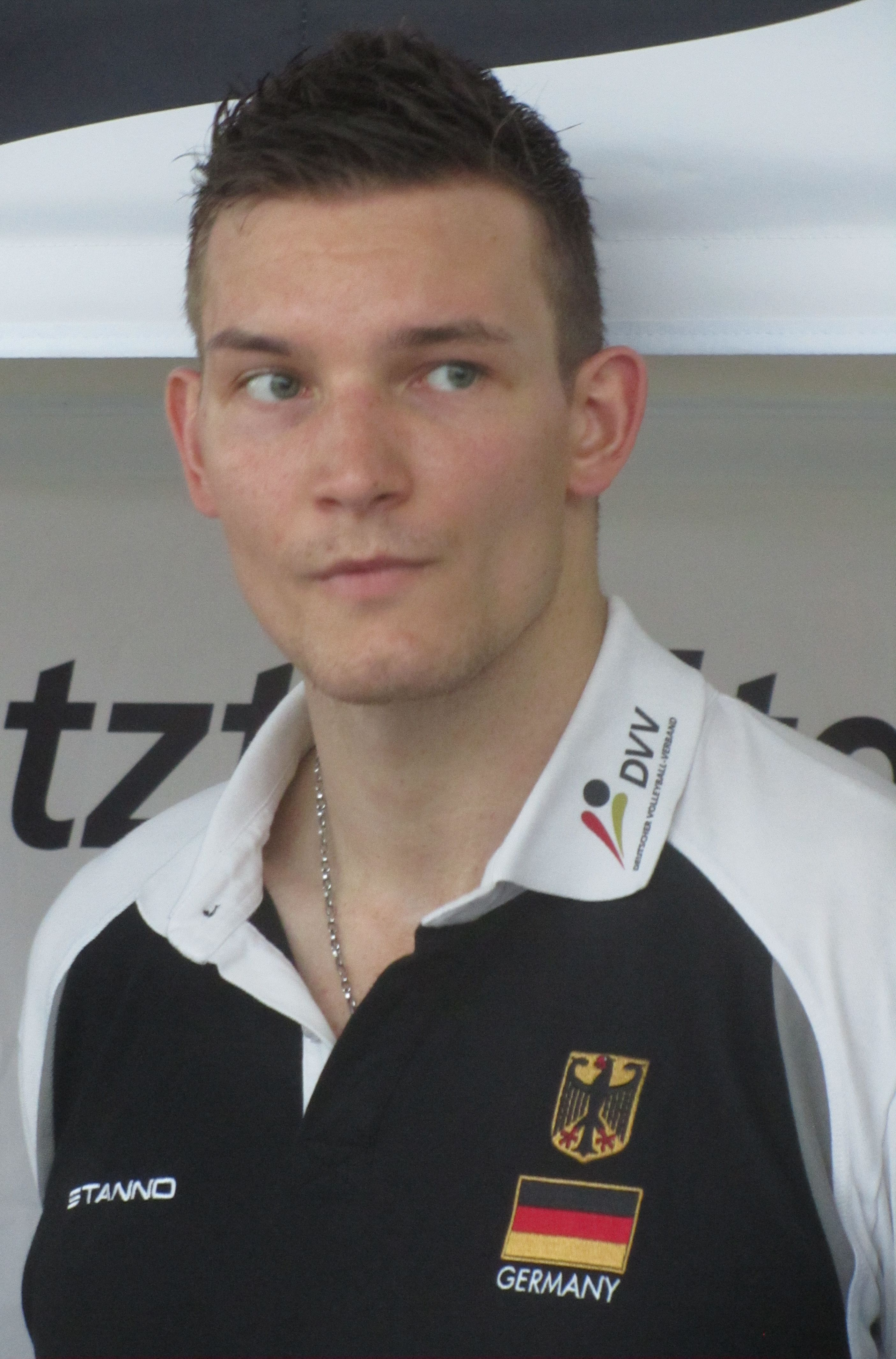
Christian Fromm reprezentantem Niemiec

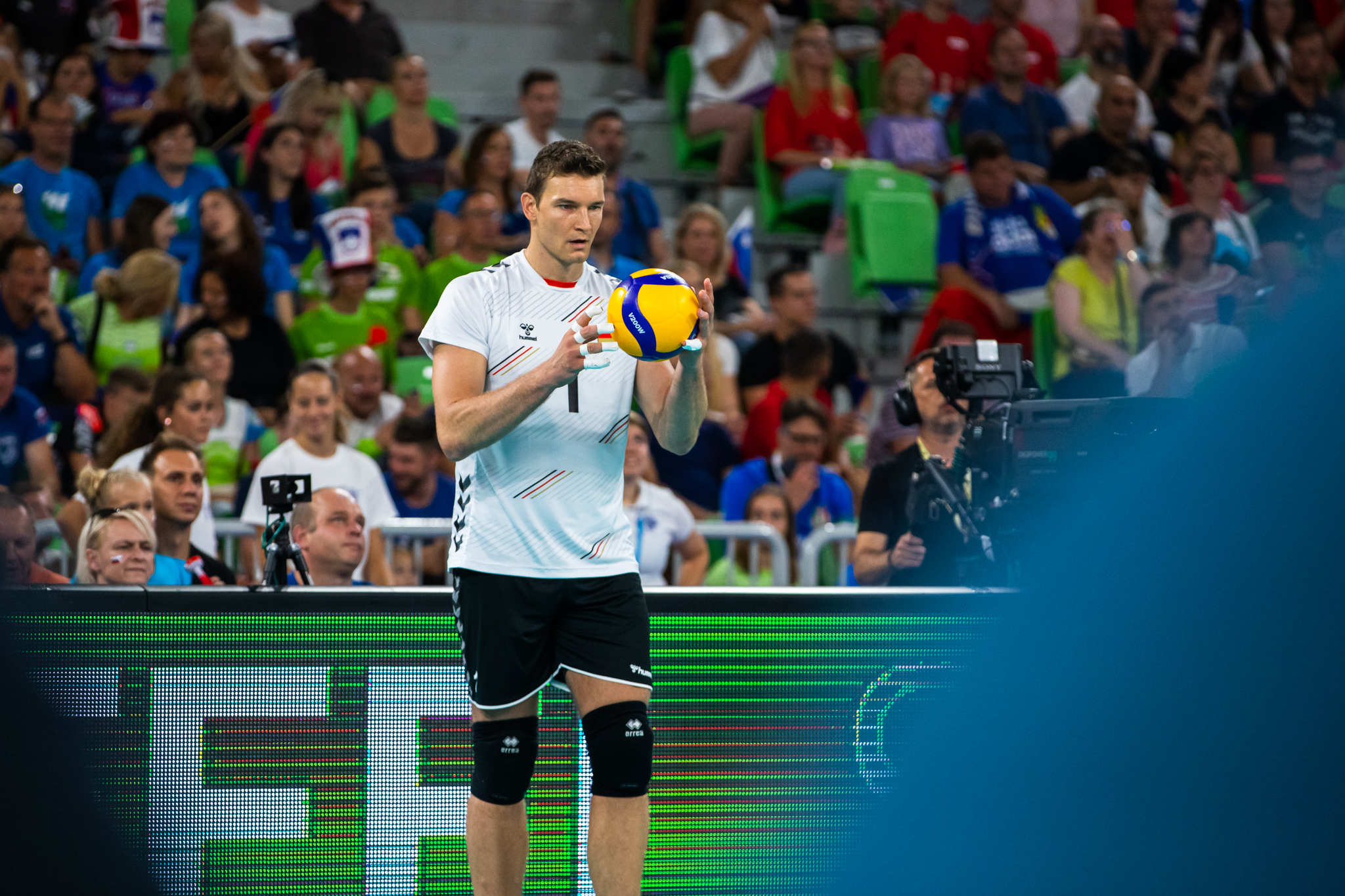
Christian Fromm przed wykonywaniem zagrywki na Mistrzostwach Świata 2022

Christian Fromm (ur. 15 sierpnia 1990 w Berlinie) – niemiecki siatkarz, reprezentant kraju, grający na pozycji przyjmującego.
25 czerwca 2017 roku wziął ślub z siatkarką Maren Brinker.

## Przebieg kariery
| 2000–2005                 | Berliner TSC                         |
| 2005–2009                 | VC Olympia Berlin                    |
| 2009–2011                 | VfB Friedrichshafen                  |
| 2011–2012                 | SWD Powervolleys Düren               |
| 2012–2014                 | Altotevere Città di Castello         |
| 2014–2016                 | Sir Safety Perugia                   |
| 2016–2017                 | Gi Group Monza                       |
| 2017–2018                 | Arkas Spor Izmir                     |
| 2018–2020                 | Jastrzębski Węgiel                   |
| 2020–2021                 | Olympiakos Pireus                    |
| 2021–2021 (do 11.12.2021) | AS Cannes VB                         |
| 2021–2022 (od 14.12.2021) | Tonno Callipo Calabria Vibo Valentia |
| 2022 (od 30.03.2022)      | Al Arabi Ad-Dauha                    |
| 2022–2023                 | Foinikas Syros                       |
| 2023–2024                 | Rapid Bukareszt                      |
| 2024–2025                 | Dinamo Bukareszt                     |
| 2025–                     | Olympiakos Pireus                    |

## Sukcesy klubowe
Liga niemiecka:
- 2010, 2011

Liga włoska:
- 2016

Liga turecka:
- 2018

Liga polska:
- 2019

Liga grecka:
- 2021

Puchar Rumunii:
- 2024[8]

Liga rumuńska:
- 2025[9]
- 2024[10]

## Sukcesy reprezentacyjne
Mistrzostwa Świata
- 2014

Igrzyska Europejskie:
- 2015

Mistrzostwa Europy:
- 2017